# Diego Demme
Diego Demme, född 21 november 1991, är en tysk fotbollsspelare som spelar för Hertha Berlin.

## Klubbkarriär
Den 11 januari 2020 värvades Demme av Napoli. Den 6 juli 2024 skrev han på ett tvåårskontrakt med Hertha Berlin.

## Landslagskarriär
Demme debuterade för Tysklands landslag den 10 juni 2017 i en 7–0-vinst över San Marino, där han blev inbytt i den 76:e minuten mot Julian Draxler.